# Giải vô địch bóng đá nữ Đông Nam Á 2015
Giải vô địch bóng đá nữ Đông Nam Á 2015 (tiếng Anh: AFF Women's Championship 2015) được tổ chức tại Thành phố Hồ Chí Minh, Việt Nam từ ngày 1 đến ngày 10 tháng 5 năm 2015. Tất cả các trận đấu đều diễn ra ở sân vận động Thống Nhất.

## Địa điểm
| Thành phố Hồ Chí Minh   |
| ----------------------- |
| Sân vận động Thống Nhất |
| Sức chứa: 25.000        |
| Sân vận động Thống Nhất |

## Đội tuyển tham dự giải
Có tám đội tuyển tham dự giải:
- U-20 Úc
- Indonesia
- Lào
- Thái Lan
- Myanmar
- Malaysia
- Philippines
- Việt Nam (Chủ nhà)

## Kết quả thi đấu

### Vòng bảng
Giờ thi đấu theo tính giờ địa phương (UTC+7)
| Chú thích tô màu trong các bảng | Chú thích tô màu trong các bảng               |
| ------------------------------- | --------------------------------------------- |
|                                 | Nhất bảng và nhì bảng giành quyền vào bán kết |

#### Bảng A
| VT | Đội       | ST | T | H | B | BT | BB | HS  | Đ | Giành quyền tham dự     |
| -- | --------- | -- | - | - | - | -- | -- | --- | - | ----------------------- |
| 1  | U-20 Úc   | 3  | 3 | 0 | 0 | 11 | 0  | +11 | 9 | Giành quyền vào bán kết |
| 2  | Thái Lan  | 3  | 2 | 0 | 1 | 22 | 4  | +18 | 6 | Giành quyền vào bán kết |
| 3  | Lào       | 3  | 1 | 0 | 2 | 2  | 13 | −11 | 3 |                         |
| 4  | Indonesia | 3  | 0 | 0 | 3 | 1  | 19 | −18 | 0 |                         |

| Thái Lan | 0–3      | U-20 Úc                                       |
| -------- | -------- | --------------------------------------------- |
|          | Chi tiết | Harrison 53' (ph.đ.) · Goad 77' · Checker 83' |

| Indonesia | 0–2      | Lào                                       |
| --------- | -------- | ----------------------------------------- |
|           | Chi tiết | Soukpanhya 10' · Angmansongsa 47' (ph.đ.) |

| U-20 Úc      | 1–0      | Lào |
| ------------ | -------- | --- |
| Ferguson 60' | Chi tiết |     |

| Indonesia   | 1–10     | Thái Lan                                                                                               |
| ----------- | -------- | --- |
| Karafir 82' | Chi tiết | Romyen 5', 39', 45' · Maijarern 30', 37' · Khueanpet 53' · Boothduang 59' · Rukinij 66' · Seesraum 72' |

| Lào | 0–12     | Thái Lan                                                                                                |
| --- | -------- | --- |
|     | Chi tiết | Rukinij 8', 28', 41', 65', 74' · Romyen 11', 15', 29' · Boothduang 34' · Srimanee 70', 79' · Dangda 78' |

| U-20 Úc                                                               | 7–0      | Indonesia |
| --------------------------------------------------------------------- | -------- | --------- |
| Baker 9', 29' · Ibini 26' · Condon 32', 60' · Chidiac 42' · Price 56' | Chi tiết |           |

#### Bảng B
| VT | Đội         | ST | T | H | B | BT | BB | HS  | Đ | Giành quyền tham dự     |
| -- | ----------- | -- | - | - | - | -- | -- | --- | - | ----------------------- |
| 1  | Việt Nam    | 3  | 3 | 0 | 0 | 14 | 2  | +12 | 9 | Giành quyền vào bán kết |
| 2  | Myanmar     | 3  | 2 | 0 | 1 | 10 | 4  | +6  | 6 | Giành quyền vào bán kết |
| 3  | Philippines | 3  | 1 | 0 | 2 | 4  | 8  | −4  | 3 |                         |
| 4  | Malaysia    | 3  | 0 | 0 | 3 | 0  | 14 | −14 | 0 |                         |

| Malaysia | 0–3      | Philippines                  |
| -------- | -------- | ---------------------------- |
|          | Chi tiết | Shugg 24' · Houplin 72', 75' |

| Việt Nam                            | 3–2      | Myanmar                                  |
| ----------------------------------- | -------- | ---------------------------------------- |
| Huỳnh Như 6', 84' · Minh Nguyệt 30' | Chi tiết | Khin Moe Wai 12' · Naw Arlo Wer Phaw 23' |

| Myanmar                      | 4–1      | Philippines |
| ---------------------------- | -------- | ----------- |
| Phaw 50', 53', 74' · Wai 66' | Chi tiết | Houplin 21' |

| Malaysia | 0–7      | Việt Nam                                                                     |
| -------- | -------- | ---------------------------------------------------------------------------- |
|          | Chi tiết | Huỳnh Như 1', 62' · Hồng Nhung 47' · Nguyệt 59' · Tuyết Dung 78', 82', 90+1' |

| Myanmar                    | 4–0      | Malaysia |
| -------------------------- | -------- | -------- |
| Tun 43', 46' · Oo 68', 74' | Chi tiết |          |

| Philippines | 0–4      | Việt Nam                                          |
| ----------- | -------- | ------------------------------------------------- |
|             | Chi tiết | Minh Nguyệt 3', 27', 37' (ph.đ.) · Thùy Trang 10' |

### Vòng đấu loại trực tiếp
|  | Bán kết                                     | Bán kết  |                                             |   | Chung kết | Chung kết |
|  |                                             |          |                                             |   |           |           |
|  | 8 tháng 5 năm 2015 – Thành phố Hồ Chí Minh  |          |                                             |   |           |           |
|  |                                             |          |                                             |   |           |           |
|  | U-20 Úc                                     | 0        |                                             |   |           |           |
|  | U-20 Úc                                     | 0        | 10 tháng 5 năm 2015 – Thành phố Hồ Chí Minh |   |           |           |
|  | Myanmar                                     | 1        |                                             |   |           |           |
|  | Myanmar                                     | 1        | Myanmar                                     | 2 |           |           |
|  | 8 tháng 5 năm 2015 – Thành phố Hồ Chí Minh  |          | Myanmar                                     | 2 |           |           |
|  |                                             | Thái Lan | 3                                           |   |           |           |
|  | Việt Nam                                    | Thái Lan | 3                                           | 1 |           |           |
|  | Việt Nam                                    |          |                                             | 1 |           |           |
|  | Thái Lan (s.h.p.)                           | 2        |                                             |   |           |           |
|  | Thái Lan (s.h.p.)                           | 2        | Tranh hạng ba                               |   |           |           |
|  |                                             |          |                                             |   |           |           |
|  | 10 tháng 5 năm 2015 – Thành phố Hồ Chí Minh |          |                                             |   |           |           |
|  |                                             |          |                                             |   |           |           |
|  | Úc U-20                                     | 4        |                                             |   |           |           |
|  | Úc U-20                                     | 4        |                                             |   |           |           |
|  | Việt Nam                                    | 3        |                                             |   |           |           |

#### Bán kết
| Úc U-20 | 0–1      | Myanmar |
| ------- | -------- | ------- |
|         | Chi tiết | Wai 51' |

| Việt Nam            | 1–2 (s.h.p.) | Thái Lan        |
| ------------------- | ------------ | --------------- |
| Nguyễn Thị Liễu 30' | Chi tiết     | Romyen 52', 92' |

#### Tranh hạng ba
| Úc U-20                                   | 4–3      | Việt Nam                                      |
| ----------------------------------------- | -------- | --------------------------------------------- |
| Ferguson 4' · Ibini 56', 90+4' · Goad 74' | Chi tiết | Minh Nguyệt 11' (ph.đ.), 31' · Tuyết Dung 84' |

#### Chung kết
| Myanmar           | 2–3      | Thái Lan                                     |
| ----------------- | -------- | -------------------------------------------- |
| Wai 55' · Tun 75' | Chi tiết | Sungngoen 36' · Romyen 65' · Thongsombut 71' |

## Vô địch
| Vô địch Giải vô địch bóng đá nữ Đông Nam Á 2015 |
| ----------------------------------------------- |
| Thái Lan Lần thứ 2                              |

## Cầu thủ ghi bàn
8 bàn
- Nisa Romyen

6 bàn
- Alisa Rukinij
- Nguyễn Thị Minh Nguyệt

4 bàn
- Naw Ar Lo Wer Phaw
- Nguyễn Thị Tuyết Dung
- Huỳnh Như

3 bàn
- Joana Houplin
- Orathai Srimanee
- Yee Yee Oo

2 bàn
- Emily Condon
- Jordan Baker
- Khin Moe Wai
- Anootsara Maijarern
- Wilaiporn Boothduang
- Win Theingi Tun

1 bàn
- Alexandra Chidiac
- Amy Harrison
- Beattie Goad
- Emma Checker
- Kobie Ferguson
- Olivia Price
- Princess Ibini
- Erma Karafir
- Noum Angmansongsa
- Vannida Soukpanhya
- Jesse Shugg
- Naphat Seesraum
- Pikul Khueanpet
- Taneekarn Dangda
- Nguyễn Thị Nguyệt
- Nguyễn Thị Liễu
- Trần Thị Hồng Nhung
- Trần Thị Thùy Trang